# Жизнь в стиле Heavy Metal
Жизнь в стиле Heavy Metal — третий студийный альбом свердловской рок-группы Урфин Джюс, записанный и выпущенный в 1984 году. Переиздан на кассетах и CD-дисках в 1994—1995 в укороченном варианте и моно-звуке. Фактически этот альбом — последний именно «классический урфиновский», поскольку следующий альбом, 5 минут неба, был выпущен Александром Пантыкиным после долгого перерыва, в 1988 году, и с другими музыкантами.

## Список композиций
Автор всей музыки — Александр Пантыкин (кроме указанного особо).

Автор всех текстов — Илья Кормильцев.

Аранжировка — группа «Урфин Джюс».
| №   | Название                    | Музыка      | Длительность |
| --- | --------------------------- | ----------- | ------------ |
| 1.  | «Контакт»                   |             | 4:50         |
| 2.  | «Музей мадам Тюссо»         |             | 5:05         |
| 3.  | «Гнилое золото»             |             | 6:28         |
| 4.  | «Соблюдай дистанцию!»       |             | 3:28         |
| 5.  | «Одержимый скоростью»       |             | 4:24         |
| 6.  | «Мегаломания»               |             | 4:17         |
| 7.  | «Физиология звукозаписи»    |             | 3:01         |
| 8.  | «Полный круг»               |             | 3:16         |
| 9.  | «1975»                      | Егор Белкин | 1:12         |
| 10. | «Жизнь в стиле Heavy Metal» |             | 4:51         |

Звучание композиций указано в соответствии с данными CD, выпущенном в моно-звучании и укороченными вариантами некоторых песен.
Оригинальное звучание магнитоальбома в стереозвучании
| №   | Название                    | Музыка      | Длительность |
| --- | --------------------------- | ----------- | ------------ |
| 1.  | «Контакт»                   |             | 4:55         |
| 2.  | «Музей мадам Тюссо»         |             | 5:44         |
| 3.  | «Гнилое золото»             |             | 6:40         |
| 4.  | «Соблюдай дистанцию!»       |             | 3:31         |
| 5.  | «Одержимый скоростью»       |             | 4:51         |
| 6.  | «Мегаломания»               |             | 4:24         |
| 7.  | «Физиология звукозаписи»    |             | 3:06         |
| 8.  | «Полный круг»               |             | 3:18         |
| 9.  | «1975»                      | Егор Белкин | 1:15         |
| 10. | «Жизнь в стиле Heavy Metal» |             | 5:10         |

## Участники записи
- Александр Пантыкин — вокал, бас-гитара (кроме 4, 5, 7), клавишные инструменты
- Егор Белкин — вокал, гитара, бас-гитара (4, 5, 7)
- Владимир Назимов — барабаны

### Технический персонал
- Звукорежиссёры — Дмитрий Тарик, Леонид Порохня
- Оформление — Александр Коротич при участии Дмитрия «Дикона» Константинова

Запись сделана в октябре 1984 году в городе Каменск-Уральский, в Доме культуры (ДК) «Юность».